# Cochliarium novgorodovae
Cochliarium novgorodovae är en tvåvingeart som beskrevs av Ozerov 2006. Cochliarium novgorodovae ingår i släktet Cochliarium och familjen kolvflugor. Inga underarter finns listade i Catalogue of Life.